# Thecla ion
Thecla ion är en fjärilsart som beskrevs av Druce 1890. Thecla ion ingår i släktet Thecla och familjen juvelvingar. Inga underarter finns listade i Catalogue of Life.